# Classe Durandal
La Classe Durandal fut la première classe de véritables contre-torpilleurs  construite pour la Marine nationale française entre 1899 et 1900. Elle fut réalisée sur le chantier naval Chantiers et Ateliers Augustin Normand (Le Havre).
Trois furent utilisés durant la Première Guerre mondiale, le quatrième coula en 1903.

## Conception

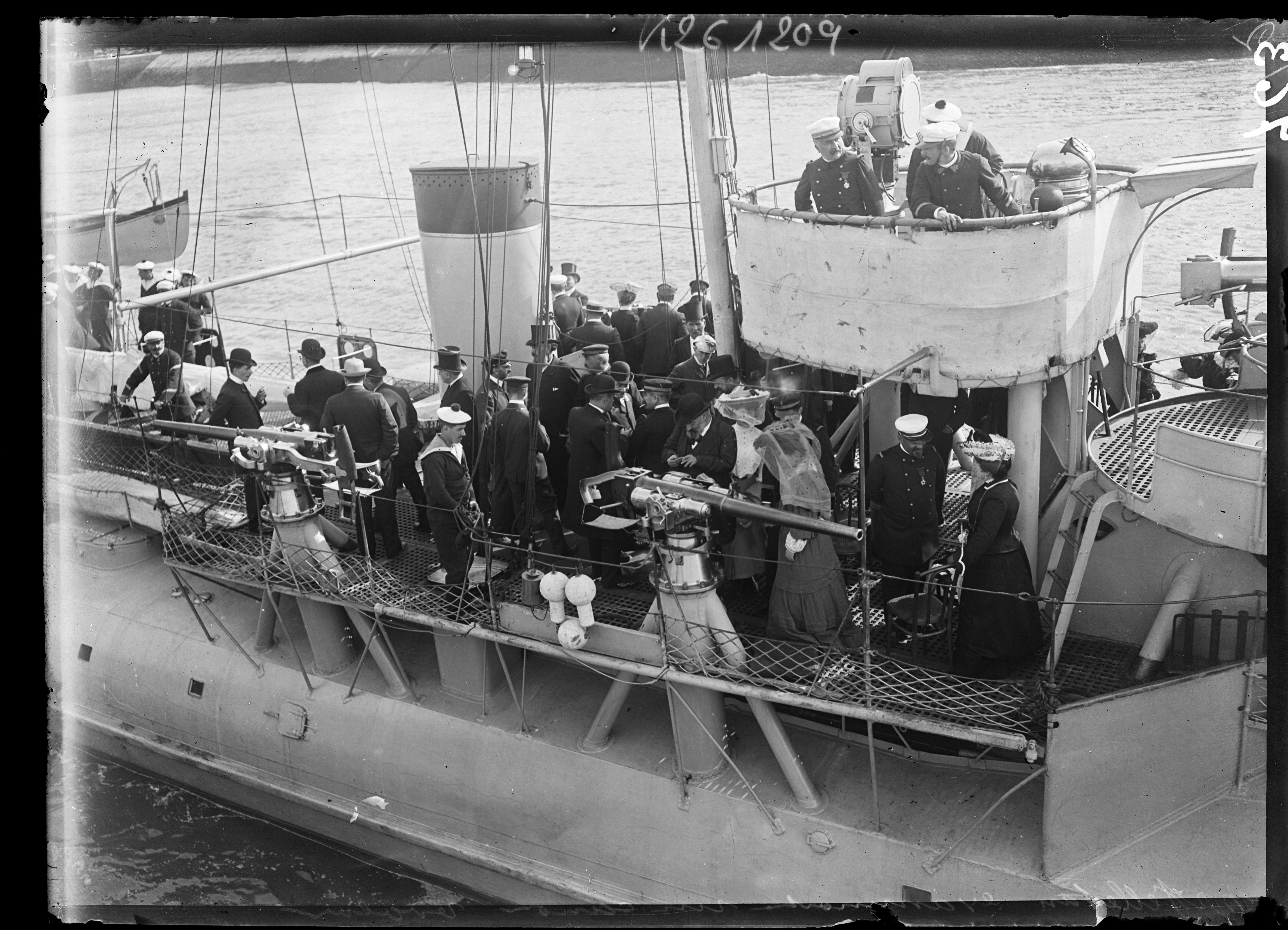
Camille Pelletan examinant un canon de 47 mm modèle 1885 à bord du contre-torpilleur Durandal le 8 août 1904.

Cette classe de navires ressemblait à la classe Havock britannique. Deux unités furent lancées en 1899 et les deux autres en 1900. La construction de l'Espingole coûta 1 690 994 francs.
Le pont principal était de type turtledeck (pont en dos de tortue), surmonté d'un pont volant en bois pour circuler.

## Service
L' Espingole, en service dans l'escadre de la Méditerranée, coula en rade d'Hyères le 4 février 1903, après avoir heurté un rocher proche du Cap Lardier. L'équipage complet fut secouru par la Hallebarde.
Durant la Première Guerre mondiale, les trois autres survécurent, servant sur différents fronts. Ils furent rayés des listes entre 1919 et 1921 et détruits à Cherbourg et Toulon.

## Les unités de la classe
| Nom        | N° | Chantier naval                                   | Quille           | Lancement       | Mis en service   | Fin de carrière            |
| ---------- | -- | ------------------------------------------------ | ---------------- | --------------- | ---------------- | -------------------------- |
| Durandal   | M0 | Chantiers et Ateliers Augustin Normand, Le Havre | 1er janvier 1897 | 11 février 1899 | 1er janvier 1900 | détruit le 7 avril 1919    |
| Espingole  | M3 | Chantiers et Ateliers Augustin Normand, Le Havre | 1er janvier 1897 | 28 juin 1900    | 1er janvier 1901 | coulé le 4 février 1903    |
| Fauconneau | M2 | Chantiers et Ateliers Augustin Normand, Le Havre | 1er janvier 1897 | 2 avril 1900    | 1er janvier 1901 | détruit le 15 janvier 1921 |
| Hallebarde | M1 | Chantiers et Ateliers Augustin Normand, Le Havre | 1er janvier 1896 | 8 juin 1899     | 1er janvier 1900 | détruit le 4 mars 1920     |

## Sources
- (en) Cet article est partiellement ou en totalité issu de l’article de Wikipédia en anglais intitulé « Durandal-class destroyer » (voir la liste des auteurs).